# Fontamara

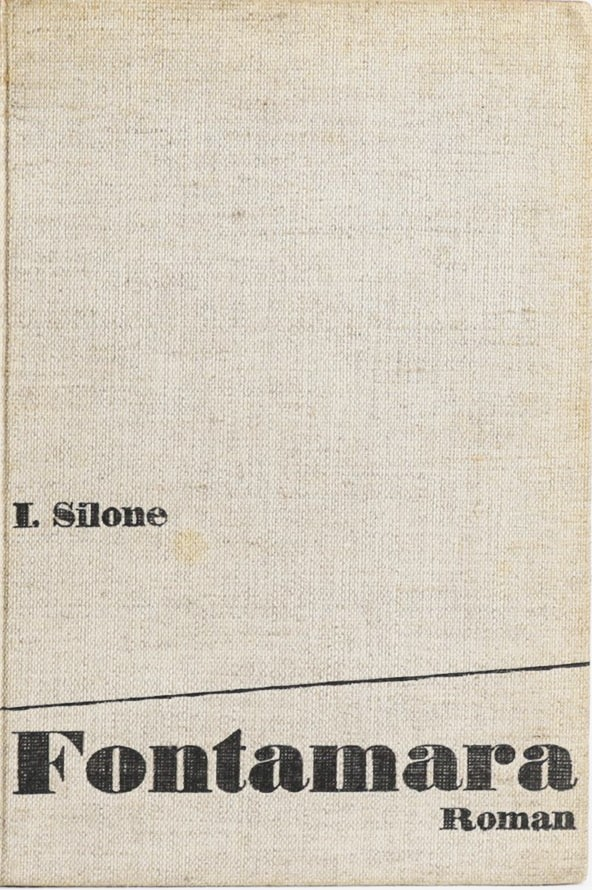
Verlagseinband der Erstausgabe (1933, Verlag Dr. Oprecht & Helbling AG.)

Fontamara ist der Titel des 1933 publizierten ersten Romans Ignazio Silones. Erzählt wird die Geschichte des fiktiven armen Abruzzendorfes Fontamara, das in der Zeit des Faschismus bei den Bemühungen um gerechte Behandlung den Übergriffen der Machthaber ausgesetzt war. Die Neufassung des Romans von 1953 erschien in Deutschland 1962 in der Übersetzung von Hanna Dehio.

## Überblick
Drei ins Ausland geflohene Fontamaresi – Giuvà, seine Frau Matalè und ihr Sohn – berichten einem exilierten Schriftsteller die Ereignisse, die sich in den 1920er Jahren in ihrem Dorf in der Landschaft Marsica zugetragen haben. Die vom Großgrundbesitzer beeinflussten neuen Machthaber schränken zunehmend die Arbeits- und Lebensbedingungen der weltabgeschiedenen und von den Advokaten, ihren „Paten“, abhängigen Kleinbauern, Pächter und Tagelöhner ein. Als diese sich wehren und die Machenschaften in ihrer Untergrundzeitung veröffentlichen, werden sie von Schlägertrupps der Schwarzhemden misshandelt und erschossen.

## Inhalt

### Vorgeschichte
Der Herausgeber der Fontamara-Berichte hat im abgelegenen Bergland nördlich des „Fucino-Beckens“ die ersten 20 Jahre seines Lebens verbracht und kennt das armselige Leben, fern der Welt der modernen Technik und der politischen Ereignisse in Rom, der von der Stadtbevölkerung verachteten und verspotteten „Cafoni“: Einige sind Kleinbauern mit eigenem Landbesitz und Pächter von Feldern der städtischen Grundherren. Viele haben kein eigenes Land oder haben es verkaufen müssen und arbeiten als Tagelöhner in der Landwirtschaft oder in den Fabriken. Dadurch entstand innerhalb dieser Gruppe, die durch wenig Gemeinsinn und private egozentrische und familienorientierte Streitereien gekennzeichnet ist, eine innere soziale Differenzierung. Die kargen Erträge reichen gerade zum Leben, viele Bewohner wanderten nach Amerika aus.

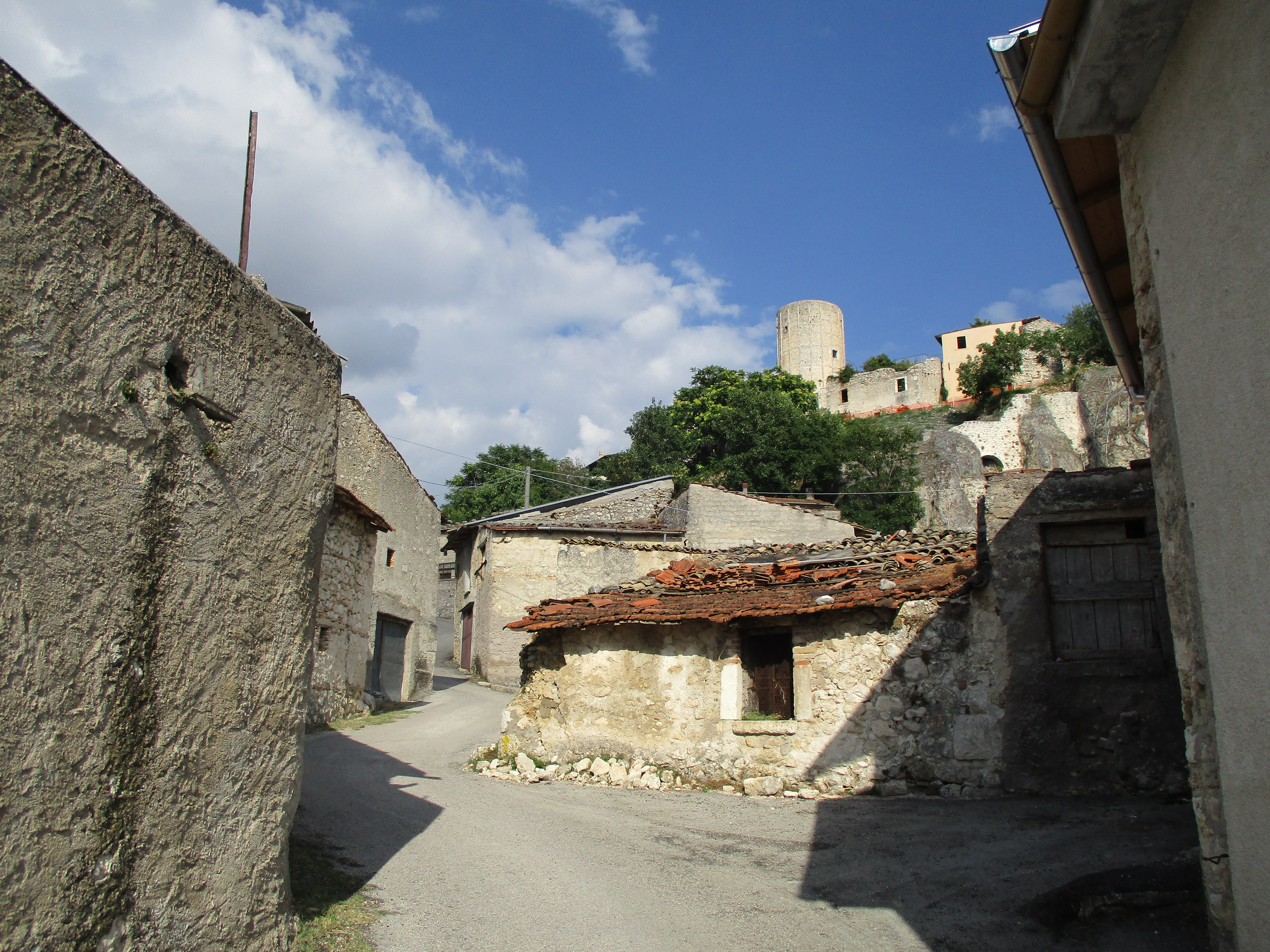
Fontamara im Lizzani-Film

Die Fontamaresi haben kein Geld, einen Pfarrer für ihre Gemeinde, ihre Steuern und den Strom zu bezahlen. Deshalb ist die Kirche nur an hohen Feiertagen geöffnet, wenn ein Geistlicher aus der Kreisstadt gegen Bezahlung die Messe liest. Den Gemeindeboten jagen sie, wenn er mit seinen Forderungen erscheint, gewaltsam aus dem Dorf, den Strom stellte man ihnen ab, so dass die Häuser abends und nachts kein Licht haben.
Phlegmatisch nehmen sie die gesellschaftlichen Hierarchien hin: Gott, Fürst Torlonia, seine Aufseher, die Hunde der Aufseher, nichts, nichts … die Cafoni. Sie waren bisher abhängig von dem einer der ältesten Familien der Gegend entstammenden Grundbesitzer Don Carlo, dem fast das ganze Gebiet um Fontamara gehörte. Doch der „Nichtstuer, Spieler, Säufer und Schürzenjäger“, der viele Mädchen aus dem Dorf, die ihm gefielen, in Unehre und in Zwietracht mit ihren Familien gebracht hat, besitzt nur noch die Güter, die seine Frau Donna Clorinda in die Ehe eingebracht hat. Alles andere hat der „Unternehmer“ aus Rom, der vor drei Jahren in der Gegend erschien, mit Hilfe seiner Bankverbindungen aufgekauft und betreibt es nach kapitalistischer Wirtschaftsweise und mit Druck auf die Arbeiter. Anfangs handelte er auf den Märkten der Gegend mit den landwirtschaftlichen Produkten der alteingesessenen Grundbesitzer, dann betrieb er Schweinezucht, erwarb viele Felder, die Ziegeleifabrik, die Gerberei und das elektrische Sägewerk. Jetzt ist er von der Regierung als „Podestà“ eingesetzt worden und hat den demokratisch gewählten Bürgermeister ersetzt.
Sein Vorgänger, der Advokat Circostanza, hatte den Ruf eines Volksfreundes und gab sich als Beschützer der Cafonis aus. Seine lange Amtszeit erreichte er durch den Trick, den Analphabeten durch einen Lehrer zu zeigen, wie man seinen Namen auf den Stimmzettel schreibt. Dann änderte er nach dem Tod eines Wahlberechtigten nicht mehr das Register und die Familien der Lebendig-Toten erhielten eine Trostgebühr von 5 Lire pro Kopf und sahen diesen Gelderwerb als willkommene Rente an. Seinen Wählern erklärte er, diese „vorteilhafte Einrichtung“ nenne sich Demokratie. In der Region führte man das scheinbar hohe Durchschnittsalter der Fontamaresi auf ihre bescheidene Ernährung und die gute Luft zurück. Als den Dorfbewohnern bekannt wurde, dass Circostanza mit dem Grundbesitzer Don Carlo zusammenarbeitete, erhielt er nur noch die Stimmen der Toten, aber nicht mehr die der Lebenden.
Seitdem haben die Cafoni zu Circostanza ein ambivalentes Verhältnis. Die meisten können nicht lesen und schreiben und kennen nicht die Gesetze. So brauchen sie seine Empfehlungsschreiben und Unterstützung bei Behördengängen. Er ist der einzige Honoratior, der sie freundlich behandelt, und er findet mit Bestechungen und durch seine Vernetzung mit den Regierungsbeamten und Großgrundbesitzern für sie kurzfristig Lösungen, oft nur Scheinlösungen. Dass er aus seiner Patenschaft Vorteile für sich erzielt, wundert die Kleinbauern nicht, denn das machen ihrer Erfahrung nach alle Mächtigen oder auch die Cafoni in Rivalität gegeneinander. Während man sich jedoch früher privat einigte, werden bei der Undurchdringlichkeit der Gesetzestexte für die Bauern kaum mehr Streitigkeiten ohne Advokaten verhandelt: „Angeblich waren die Gesetze für Reiche und Arme gleich, aber die Advokaten verstanden sie auszulegen, zu umgehen und ins Gegenteil zu verkehren, und ihre Anzahl und Bedeutung nahm ständig zu.“

### Wasser-Umleitung
Die in den 1920er Jahren spielende Haupthandlung beginnt mit dem Auftreten eines Fremden mit Namen Don Pelino in Fontamara. Nach einer langen, ihnen unverständlichen Rede überlistet er die Cafoni mit Drohungen und Täuschungen, einer Petition an die Regierung zuzustimmen. Ohne zu wissen, um welches Projekt es sich handelt, unterschreiben sie ein Formblatt mit dem Wortlaut: „Die Endesunterzeichneten unterstützen Obiges und geben aus eigenem Antrieb, freiwillig und mit Begeisterung Don Pelino ihre Unterschrift.“
Erst als Straßenwärter Gräben ausheben, um einen kleinen Bachlauf auf die Felder des Großgrundbesitzers umzuleiten, erfahren sie die Zusammenhänge und vertreiben empört die Arbeiter. Die Cafoni haben in ihrer Beschränkung auf ihr Alltagsleben und durch ihre obrigkeits- und kirchentreue Sozialisation ihre Armut und die Entbehrungen, solange sie einigermaßen erträglich erschienen, als gottgegeben hingenommen. Zur ersten Auflehnung kommt es jetzt, als man ihnen ein Naturrecht nehmen will: Mit diesem Wasser haben Generationen von Kleinbauern im Sommer ihre Felder bewässert, was wegen der geringen Menge jeweils zu erbitterten Streitigkeiten führte. Dazu kommt, dass der bisher allen zugängliche Weideweg der Schafherden verstaatlicht und vom „Unternehmer“ eingezäunt wird.

### Protestzug der Frauen
Da die Männer als Landarbeiter den Unterhalt für die Familien verdienen müssen, nehmen sich die Frauen der Sache an. Einige beschließen, sich in der Stadt beim Bürgermeister zu beschweren. Zuerst streitet man darüber, wer an der Abordnung teilnimmt. Einige müssen ihre kleinen Kinder oder kranken Angehörigen, andere ihr Vieh versorgen. Schließlich findet sich eine Gruppe um die couragierte und behördenerfahrene Kneipenbesitzerin Marietta und die Berichterstatterin Matalé zusammen. Der Einzug der Frauen aus dem „unterentwickelten“ Bergdorf in die Stadt sorgt für Aufsehen und Spott. Man ärgert sie, indem man das Brunnenwasser vor dem Rathaus an- und abdreht, wenn sie sich erfrischen wollen. Dann beginnt eine Odyssee auf der Suche nach dem Verantwortlichen. Man schickt sie, begleitet von Carabinieri, zum Privathaus des neuen Stadtoberhauptes, dann zu seinen Fabriken und wieder zurück zu seiner Villa. Dort feiert seine Frau Rosalia gerade mit den Honoratioren die Ernennung ihres Mannes zum Podestà. Dazwischen erfahren die Cafoni von der Frau des bisherigen Grundbesitzers, Donna Clorinda, einiges über die ihnen bisher unbekannten Machtverschiebungen: der „Unternehmer“ hat Don Carlos’ Land gekauft und ist Nutznießer der neuen Bewässerung. Darauf bewerfen die zornigen Frauen das Haus des „Unternehmers“ mit Ziegelsteinen und vertreiben die Gäste.

### Kompromisse
Einer der Honoratioren, der frühere Bürgermeister und „Volksfreund“ Circostanza, beruhigt die Demonstrantinnen und bietet sich als Vermittler an. Zuerst erklärt der Gemeindesekretär den Frauen, sie hätten eine Regelung unterschrieben, nach der „im höheren Interesse der landwirtschaftlichen Erzeugung“ der Bach von den „ungenügend bebauten Feldern“ zu den Ländereien des Besitzers, der „zu größeren Kapitalaufwendungen imstande“ sei, abgeleitet wird. Auf die Erwiderung, die Bittschrift sei gefälscht, und die Drohung, das Haus anzuzünden, reagiert Circostanza mit Verständnis für den Unmut der Frauen und schlägt einen Kompromiss vor: Der Unternehmer erhält drei Viertel des Wassers und die Cafoni bekommen drei Viertel des Restes. So erhalte die eine und die andere Partei drei Viertel, also mehr als die Hälfte. Die Frauen durchschauen nicht die Vernetzung des Advokaten mit dem Podesta, missverstehen die verklausulierte Formulierung der angeblichen Halbierung, stimmen zu und sind froh über den Teilerfolg. Später, nach Fertigstellung des neuen Grabens und der Öffnung der Verteilerklappe durch die unter Polizeischutz angereisten Spitzen der Verwaltung und der Honoratioren, sehen die Cafoni, dass in ihrem Bachbett kaum mehr Wasser fließt. Es kommt zu einem Tumult. Cirsostanza versucht die Fontamaresi erneut zu beruhigen, redet ihnen ins Gewissen, durch einen Aufstand nicht noch mehr an Ansehen bei der Behörde und der Regierung zu verlieren, und verhandelt eine Laufzeit des Vertrags auf 5 Dezennien, 50 Jahre, aus. Wieder verstehen die Cafoni dies falsch. Einige meinen, es handele sich um 5 Monate, aber auch diese Spanne bedeutet eine Hungersnot, weil sie ihre Felder nicht mehr bewässern können.
Die Gafoni merken, dass man sie wieder einmal hereingelegt hat. Sie müssen nicht nur den größten Teil des Wassers abgeben, auch das bisher von allen genutzte Weideland der Gemeinde wird vom „Unternehmer“ eingezäunt und bewacht. Ihre Unzufriedenheit wächst, aber sie nehmen auch diesen Rückschlag hin, mit Ausnahme des Tagelöhners Berardo Viola, der sich gegen neue Verhandlungen und Eingaben ausspricht und eine mehr oder weniger geheime Selbstjustiz für wirkungsvoller hält, denn die Verordnungen würden nur für die Reichen und Mächtigen gemacht.
Weitere gesetzliche Einschränkungen bestätigen Violas Meinung. So werden die Löhne der Landarbeiter um 40 % und bei außergewöhnlichen Arbeiten um weitere 25 % „für die Behebung der Arbeitslosigkeit“ herabgesetzt. Circostanza nutzt diese Rechtslage aus, klagt zum Schein über die Neuordnung und die Gesetze, die ihn daran hindern, den vorher vereinbarten Lohn für die Neuanlage eines Weinbergs an die drei Cafoni Berardo, Giuvà und Scarpone zu zahlen.

### Umverteilung der Fucino Ländereien
Der Erzähler Giuvà und andere besonnene Cafoni versuchen Berardo zu besänftigen und warnen ihn vor den Folgen. Sie hoffen auf die ihnen von Circostanza versprochene Neuverteilung des Fucino-Beckens. Vor den Bürgermeisterwahlen hat der „Volksfreund“ gefordert, das Land müsse denen gehören, die es bewirtschaften und nicht den städtischen Kapitalisten wie Torlonia. Die Erwartungen steigen, als sie mit Lastwagen zur großen Versammlung aller Cafoni nach Avezzano transportiert werden, um den Beschluss der Regierung in Rom zur Fucino-Frage zu erfahren. Carabinieri organisieren die Veranstaltung. Sie ordnen die Aufstellung der Cafoni dorfweise in Blöcken vor dem Rathaus und halten sie an, die Regierungsvertreter und Honoratioren mit Hochlebe-Rufen zu begrüßen. Während die Fontamaresi draußen warten, tagen die Repräsentanten im Rathaus und reisen nach einiger Zeit wieder ab. Da man den Cafoni das Ergebnis nicht mitteilt, dringen sie ins Rathaus ein und erfahren schließlich, dass die Landreform anders als erwartet beschlossen wurde: Den kleinen Pächtern wird gekündigt und das Land erhalten die Großgrundbesitzer, weil sie mit modernen Methoden höhere Erträge erzielen können. Die unzufriedenen Fontamaresi werden auf dem Rückweg von einem Unbekannten angesprochen, der ihnen seine Unterstützung im Kampf gegen die neue Regierung zusagt. Sie fürchten, dass sie von einem Spitzel der Polizei in einen Hinterhalt gelockt werden sollen und verlassen zu Fuß die Stadt.

### Überfall auf Fontamara
Die Cafoni in Fontamara gelten bei der Regierung als Rebellen und Systemgegner, seit Don Pelino sie in seinem Bericht an die vorgesetzte Behörde so bewertet hat. Als Folge des Berichts wird ein nächtliches Ausgehverbot angeordnet sowie ein Verbot, in der öffentlichen Gaststätte, Mariettas Schenke, über Politik zu sprechen. Eines Abends rücken Verbände mit „Schwarzhemden“ aus der Umgebung ins Dorf ein und terrorisieren die Bewohner: Sie vergewaltigen Frauen und demütigen dann die von ihrer Arbeit zurückgekehrten Bauern und Tagelöhner durch willkürliche Verhöre, um sie als Reaktionäre, Konservative, Anarchisten, Liberale, Heuchler, Verleumder, Kommunisten einzustufen. Als Matalé, die sich mit Elvira auf dem Kirchturm versteckt hat, die Glocken läutet, ziehen sich die Milizen schnell aus dem Dorf zurück. Die Bewohner sind über das Ereignis erschüttert, nicht so sehr über die Übergriffe von Milizionären, das hat es früher schon gegeben, sondern darüber, dass dies in Gegenwart eines Polizeikommissars und damit mit Billigung der Obrigkeit geschah.

### Berardo Viola
Im Handlungsverlauf wird Viola zum Protagonisten. Er entwickelt sich vom unzufriedenen jungen Mann und gelegentlichen und unorganisierten Unruhestifter zum überzeugten Widerstandskämpfer. Er erkennt zwar früher als andere Fontamaresi den Machtapparat und das Doppelspiel und die Täuschungen des Advokaten Circostanza und setzt diesen in einigen Fällen durch Drohungen unter Druck setzt, aber er versucht erst zu einer eigenen Landwirtschaft zu kommen, bevor er zum Sozialisten wird.

#### Schicksalsschläge
Berardo ist der körperlich stärkste und kühnste Mann Fontamaras und unternimmt verschiedene Anläufe, um der Armut zu entkommen. Täuschungen und Schicksalsschläge haben ihn geprägt: Für ein besseres Leben wollte er nach Amerika auswandern und verkaufte sein vom Vater ererbtes schönes Land an Don Circostanza, aber ein neues Gesetz, das die Auswanderung verbot und das dem Advokat vermutlich bekannt war, verhinderte die Reise. Circostanza verweigerte die Rücknahme des Geschäfts und schlug ihm vor, bei ihm als Tagelöhner zu arbeiten. Bernardo bedrohte ihn darauf und dieser bot ihm in seiner Angst um sein Leben ein hoch am Berg gelegenes Gemeindegrundstück zum günstigen Kauf an. Viola kultivierte es mit viel Mühe und hatte die Hoffnung auf eine gute Ernte. Er wäre dann der Kleinbauerntochter Elvira, die eine gute Mitgift zu erwarten hat, besitzmäßig gleichgestellt gewesen und hätte sie heiraten können. Nach zwei Monaten spülte bei einem Unwetter eine Wasserflut den Ackerboden ins Tal und er stand wieder am Anfang.

#### Anschläge
Da Berardo für sein Gerechtigkeitsgefühl bekannt ist, gilt er in der Kreisstadt als Aufrührer und Organisator geheimer Anschläge auf die Wegtafeln an der Straße, die Wasserleitung bei Fossa, die Straßenbeleuchtung zwischen der Kreisstadt und den Dörfern und die Weidezäune. Während die älteren Fontamaresi die Rückschläge ertragen und immer wieder mit Hilfe des Advokaten zu ihrem Recht kommen wollen, spricht sich Viola gegen neue Verhandlungen und Eingaben aus und hält eine mehr oder weniger geheime Selbstjustiz für wirkungsvoller: „Mit Worten ist nach oben nichts auszurichten. […] Die Gesetze sind von Städtern gemacht. Sie werden von Richtern angewandt, die alle Städter sind, und von Rechtsanwälten ausgelegt, die alle Städter sind. Wie kann ein Bauer da jemals zu seinem Recht kommen?“ Mit dieser Haltung wird er zum Vorbild der jungen Männer und nachdem die Nachricht eintrifft, in Sulmona habe es eine Revolution gegeben, hoffen sie, dass er sie zum Angriff auf den „Unternehmer“ anführt. Donna Clorinda hat Baldissera angeboten, für die Waffen zu sorgen. Doch Viola durchschaut ihren persönlichen Racheplan und ihre Instrumentalisierung der Fontamaresi und lehnt ab.

#### Arbeitsuche in Rom
Berardo hat seit dem Überfall der Milizen auf Fontamara andere Pläne. Er will Elvira heiraten. Um eine Familie zu ernähren, plant er, Bauer mit eigenem Land zu werden. Dazu muss er schnell Geld verdienen und hofft, in Rom eine gut bezahlte Arbeitsstelle zu finden. Circostanza ermuntert ihn dazu und schreibt ihm eine Empfehlung, obwohl er weiß, dass Berardo nicht als Arbeitssuchender nach Rom fahren darf und dass seine Chancen nicht groß sind.
So reist Berardo mit einem Pilgerausweis zusammen mit Giuvàs Sohn, dem jungen Erzähler, in die Hauptstadt und gerät dort in das Labyrinth der Bürokratie und der Verordnungen. Einige Tage dauert es, bis er, von Abteilung zu Abteilung geschickt, das für ihn zuständige Büro findet, dann muss er sich für 15 Lire einen Arbeitsausweis ausstellen lassen, um seinen Antrag stellen zu können. Schließlich erfährt er, dass für ihn das Arbeitsamt in seiner Heimat, in Aquila, zuständig ist. In der Unterkunft, im Wirtshaus „Zum guten Dieb“, wohnt der alte verarmte Advokat Achille Pazienza. Obwohl dieser wenig Vertrauen erweckt, sieht Berardo in ihm den letzten Hoffnungsträger, doch noch an sein Ziel zu kommen. Er ist von seiner Idee besessen und verliert zunehmend den Blick für die Realität, als Pazienza eine Vorauszahlung fordert, damit sofort für sich Lebensmittel kauft und dann den Plan entwickelt, mit Proviantpaketen aus Violas Heimat die römischen Beamten zu bestechen. Da Berardo kein Geld mehr hat, schickt der Advokat ein Telegramm nach Fontamara mit der Bitte um finanzielle Unterstützung und Verpflegung und legt dies dem Bürovorsteher als Beweis vor. Berardo hat, in einem Rest Misstrauen, die Adresse seines verstorbenen Vaters angegeben, und hofft, dass allein die Aussicht auf Geld zu einem Fortschritt ihres Antrags führen würde. Das Amt hat inzwischen beim Podesta der Kreisstadt eine Beurteilung angefordert und dieser stellt Berardo „vom nationalen Standpunkt aus“ ein schlechtes Führungszeugnis aus. Damit hat er keine Chance mehr, eine Arbeit zu finden.

### Der große Unbekannte
In dieser Situation erreicht ihn die Nachricht vom Tod Elviras. Nach seiner Rückkehr nach Fontamara erfährt Giuvàs Sohn die Hintergründe. Elvira hat eine Wallfahrt zur Jungfrau nach Pratola für das Seelenheil Berardos unternommen. Als Gegengabe habe sie ihr Leben angeboten. Darauf sei sie erkrankt und gestorben. Berardo ist über die Nachricht wie erstarrt. Sein Geld ist aufgebraucht und er und der junge Erzähler müssen ihr Quartier verlassen. In der Stadt treffen sie auf einen Bekannten aus Avezzano, der sie in ein Wirtshaus einlädt. Dort geraten sie in eine Polizeirazzia und werden wegen revolutionärer Schriften verhaftet, die man unter ihrem Tisch findet. Im Gefängnis spricht Berardo lange mit dem Mann und erfährt, dass er der „Große Unbekannte“ ist, nach dem gefahndet wird, weil er illegale Zeitschriften mit Informationen über Ungerechtigkeiten und Machenschaften der Regierung druckt und verbreitet, Arbeiter zu Streiks aufstachelt und die Bürger zum Widerstand aufruft. Er kann Berardo von seiner politischen Mission und der Solidarität mit den Unterdrückten überzeugen. Viola, der vor seiner Romreise es abgelehnt hat, die Fontamaresi bei einem Aufstand anzuführen, wandelt sich zum Aktivisten. Er gesteht, der „Große Unbekannte“ zu sein, und der wirkliche Revolutionär wird entlassen. Dieser fordert in einem Flugblatt „Es lebe Berardo Viola“ und informiert über die ungerechte Behandlung durch den Podesta und den „Unternehmer“. Berardo und sein Begleiter werden verhört und gefoltert, um Einzelheiten ihrer politischen Aktionen und die Namen ihrer Genossen zu erfahren. Er stirbt an den Verletzungen und der junge Erzähler muss, um freigelassen zu werden, unterschreiben, Viola habe Selbstmord begangen.

### Was tun?
Zurückgekehrt nach Fontamara. findet Giuvàs Sohn die Dorfbewohner in revolutionärer Stimmung vor. Der „Große Unbekannte“ hat ihnen eine Druckmaschine gebracht, mit der sie eine Zeitung mit dem Namen „Was tun?“ herstellen. In der ersten Ausgabe kritisieren sie die ihnen in diesem Jahr widerfahrenen Ungerechtigkeiten: die Verteilung des Wassers, die Vergewaltigung der Frauen, den Betrug durch den „Unternehmer“ und den Advokaten Circostanza usw. Um das Blatt in den benachbarten Dörfern zu verteilen, besucht Giuvà mit seiner Familie Verwandte im benachbarten Dorf San Giuseppe. Auf dem Rückweg erfahren sie, dass Fontamara von Milizen überfallen worden ist. Viele Bewohner wurden getötet, andere flohen in die Berge. Mit Hilfe des „Großen Unbekannten“ überqueren Giuvà, seine Frau Matalè und ihr Sohn die Grenze und erzählen dem Schriftsteller ihre Geschichten.

## Entstehungs- und Publikationsgeschichte
Silone schrieb die erste Fontamara-Fassung 1930 in Davos während seines Exils in der Schweiz. Er fand zuerst keinen Verleger. Nachdem er die Druckkosten übernommen hatte, erschien der Roman 1933 in der deutschen Übersetzung von Nettie Sutro im Verlag Dr. Oprecht & Helbling AG. und in Episoden in verschiedenen deutschsprachigen Schweizer Zeitschriften. 1934 folgte die englische Ausgabe bei penguin books in London und im selben Jahr erschien auf Kosten des Autors die erste Ausgabe in italienischer Sprache in Paris unter dem fiktiven Akronym N.E.I. (New Italian Editions, Zürich-Paris). Da in Italien die Publikation verboten war, druckte die US-Armee eine nicht autorisierte Versionen von Fontamara, zusammen mit Brot und Wein, und verteilte sie von 1943 bis 1945 an die Italiener. Die italienischen Ausgaben wurden vom Autor, der immer wieder mit dem Text unzufrieden war, mehrmals überarbeitet. Die letzte Fassung von 1953 erschien 1962 in Deutschland in der Übersetzung von Hanna Dehio bei Kiepenheuer & Witsch in Köln/Berlin.
Insgesamt wurde Fontamara in 27 Sprachen übersetzt und hatte bis in die 1970er Jahre eine Gesamtauflage von 2 Millionen Exemplaren.

## Historischer Hintergrund

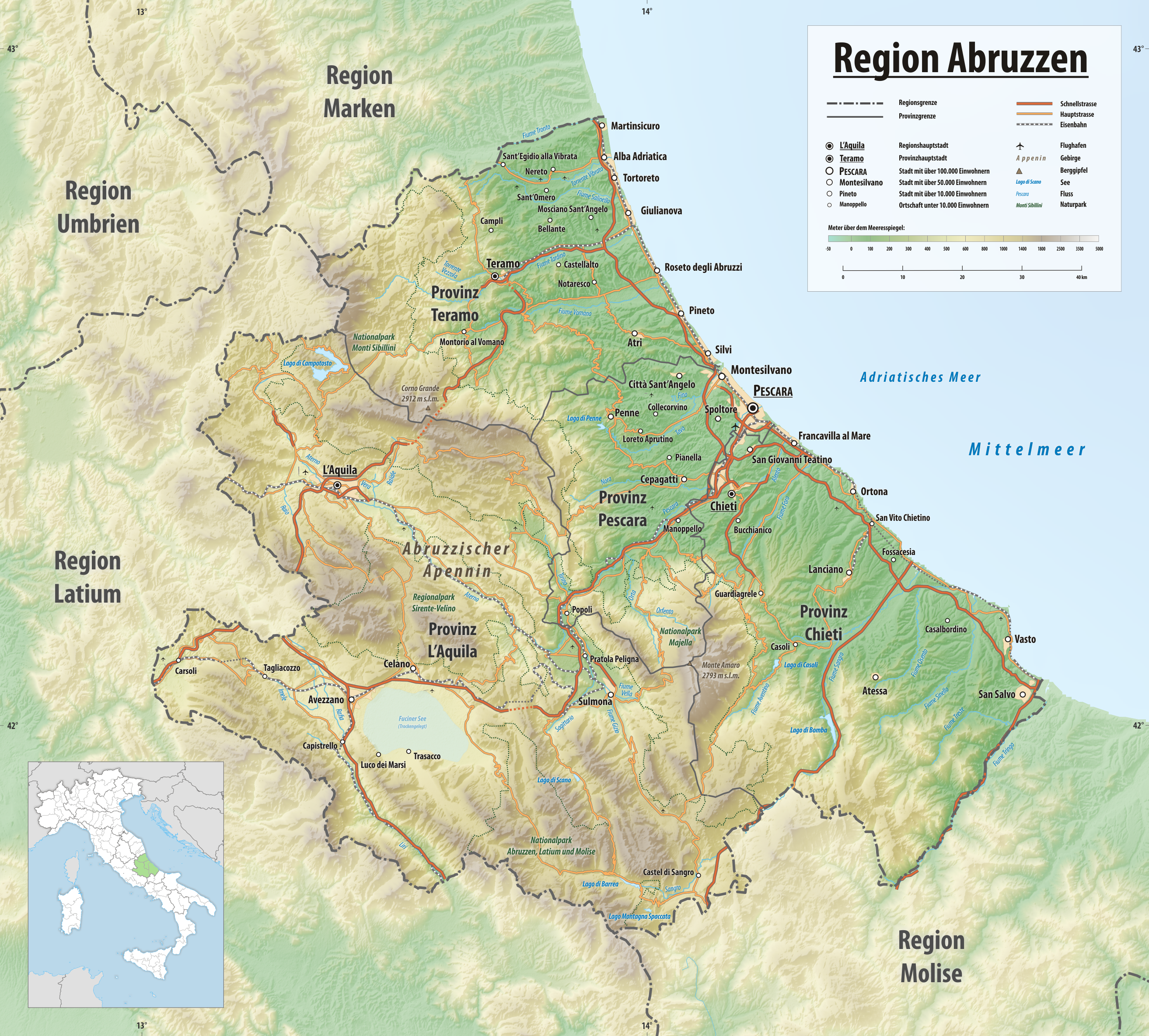
Abruzzen

Obwohl im Roman keine datierbaren historischen Ereignisse erwähnt werden, auch nicht bei der Fucino-Frage, ist durch einzelne Hinweise der historische Hintergrund, die faschistische Mussolini-Diktatur, klar erkennbar, z. B. auf die Schwarzhemden mit der Totenkopfflagge und auf die Squadre d'Azione (Aktionskommandos) bzw. milizia, die von Großgrundbesitzern engagiert wurden, um gegen Landbesetzungen und Streiks vorzugehen.

## Biographische Bezüge
- Die Namen des Haupthandlungsortes und der Nachbargemeinden sind erfunden. Fontamara leitet sich vom italienischen „Fonte Amara“ (Bitterer Strom) ab.[26] Einige Angaben, Fürst Torlonia, Fucino, Avezzano, Sulmano, Aquila, Pratola Peligna, Pescina, und die Beschreibungen im Vorwort ermöglichen die geographische Einordnung in die Marsica-Landschaft: „im Norden des trockengelegten Fucino-Sees auf halber Höhe zwischen Hügeln und Bergen“.
- Die Handlung spielt in der Heimat des Autors, in der Provinz L’Aquila, und beschreibt, wie in Wein und Brot  und Il seme sotto la neve, das arme und mühsame Leben der Menschen, die Angst vor den faschistischen Milizen haben. Viele, wie der Protagonist Berardo Viola zu Beginn der Handlung, sehen ihre einzige Hoffnung auf Verbesserung der Lage nicht in einer sozialistischen Revolution, sondern eher in der Auswanderung nach Amerika.
- Die Rahmenhandlung entspricht der Situation Silones im Schweizer Exil Anfang der 1930er Jahre: Der Schriftsteller hat die ersten 20 Jahre seines Lebens in der Marsica verbracht. Jetzt im Exil besucht ihn eine aus ihrer Heimat geflüchtete Cafoni-Familie und erzählt ihm von den Ereignissen des letzten Jahres in Fontamara.

## Rezeption
Während Silone in Italien anfangs wenig Anerkennung fand und seine Romane der politischen Literatur mit moralischer Aussage zugeordnet wurden, die von geringem künstlerischen Wert seien, schätzte man den Autor im Ausland hoch ein:
- Der amerikanische Literaturwissenschaftler Irving Howe lobte Silone, jedes seiner Worte scheine eine besondere Qualität zu haben, einen Abdruck brüderlicher, ernüchterter Menschlichkeit. Es sei für viele ein Rätsel, dass ein Mann, der so einfach und ohne Anspruch schreibt, alles, was er veröffentlicht, unverkennbar als sein eigenes empfinden könne.[27]
- Bertrand Russell vergleicht den Autor mit den großen italienischen Persönlichkeiten aller Zeiten.[28]

In Italien änderte sich allmählich die Beurteilung. Der Journalist und Historiker Indro Montanelli erinnert sich an seine Leseeindrücke und an die Revision seines Silone-Bildes: „Als ich seine ersten Romane las, Fontamara, Brot und Wein, Der Samen unter dem Schnee, und während ich sie bewunderte, geriet ich in eine Illusion über den Autor. Ich hielt ihn für einen jener antifaschistischen Industriellen, die, ins Ausland geflüchtet, in der allgemeinen Abneigung gegen die Diktatur eine bequeme Abkürzung zum Erfolg der Denunziationsbücher gefunden hatten. Kurz gesagt, ich hielt ihn für einen Profiteur des umgekehrten Regimes […] Je mehr ich ihn durch seine Schriften kennenlernte, desto mehr musste ich sehen, dass er nicht nur nicht der Figur ähnelt, die ich mir vorgestellt hatte, sondern dass er seinen eklatanten Widerspruch darstellt. […] Silone ist ein einzigartiges oder fast einzigartiges Phänomen unter den Entweihten des Kommunismus, die das Trauma in der Regel nie überwinden und den Rest ihres Lebens damit verbringen, sich an dem Anathema zu rächen. Er lehnt die düsteren und düsteren Haltungen des Moralisten ab, oder besser gesagt, er ist dazu nicht fähig. Er ist Dominikaner mit sich selbst, Franziskaner mit anderen und zögert daher, sie in seine eigene Selbstkritik einzubeziehen […]. Hier gibt es nur einen Angeklagten: Silone. Und es gibt nur einen Richter: sein Gewissen.“
In der gegenwärtigen Rezeption gilt Fontamara, neben Wein und Brot, als der berühmteste Roman des Autors und wird der „engagierten Literatur“ zugerechnet. Mit der schlichten Erzählform des nüchternen sozialkritischen Tatsachenberichts gehöre der Roman zu den frühen Dokumenten des italienischen Neorealismus.

## Adaptionen

### Theater
- Victor Wolfson wählte Bitter stream[32] als Titel für seine Bühnenbearbeitung des Romans, die 1936 in New York im Civic Repertory Theatre aufgeführt wurde.
- Eine Bühnenfassung des Romans von Francesco Niccolini wurde 2019 am Teatro Stabile d'Abruzzo und am Teatro Lanciavicchio unter der Regie von Antonio Silvagni gespielt.

### Film
- Fontamara. Verfilmung unter der Regie von Carlo Lizzani (1980). Drehbuch: Lucio De Caro und Carlo Lizzani. Besetzung: Michele Placido (Berardo Viola), Antonella Murgia (Elvira), Imma Piro (Maria Grazia), Franco Javarone (Circostnaza), Dino Sarti (Unternehmer) u. a. Ida Di Benedetto (Maria Rosa) gewann 1981 den Nastro d’Argento (Silbernes Band) als beste Nebendarstellerin.

Drehorte waren: Marsica, Fucino, Peligna-Tal, Rom, Pescina, Silones Heimatstadt, Avezzano (in der Kirche San Giovanni und im Schloss Orsini-Colonna), die Dörfer Aielli Alto und Gioia Vecchio (in der Kirche San Vincenzo).
- Vierteilige Fernsehfassung von Lizzanis Film. Raiuno, 23. bis 26. Februar 1983.

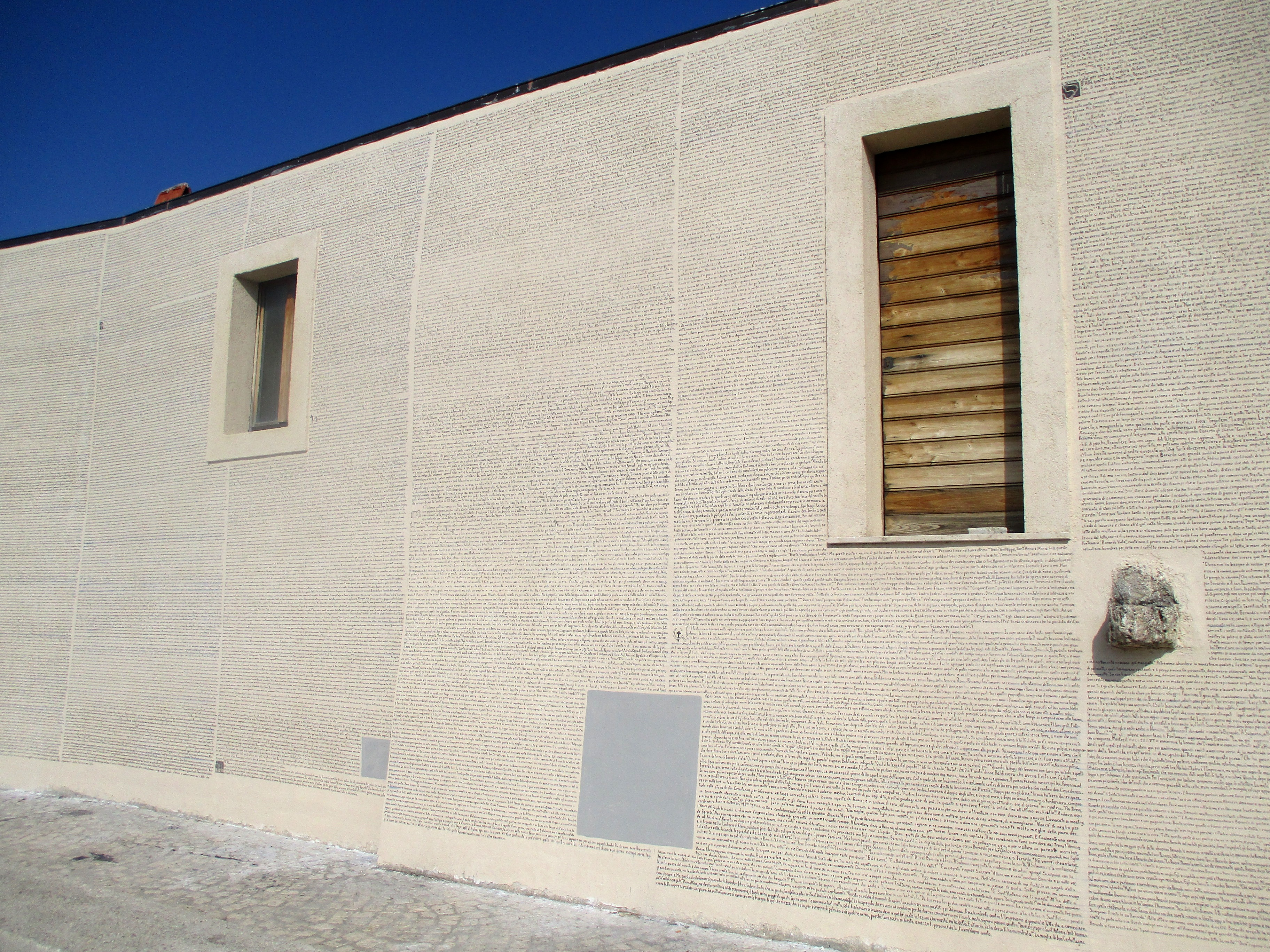
Fontamara-Wand des Künstlers Alleg

### Wandbild
- In Aielli wurde 2018 in einer Kunstaktion der gesamte Romantext an die Wand eines Gebäudes in der Nähe des mittelalterlichen Turms geschrieben.[35]

## Sekundärliteratur
- Alessandro La Monica: La scrittura violata. Fontamara tra propaganda e censura (1933-1945). Mimesis Mailand/Udine, 2020.
- Dagmar Ploetz: Ignazio Silone. Rebell und Romancier. Kiepenheuer & Witsch Köln, 2016.
- Charlotte Haefelin: Ignazio Silone. In: Kindler Kompakt Schweizer Literatur. J.B. Metzler Stuttgart, 2016.